# ارباب حلقه‌ها (فیلم ۱۹۷۸)
«ارباب حلقه‌ها» (انگلیسی: The Lord of the Rings) فیلمی در ژانر فانتزی است که در سال ۱۹۷۸ منتشر شد. از بازیگران آن می‌توان به جان هارت و آنتونی دنیلز اشاره کرد.